# Spiegelburg (Hann. Münden)
Die Spiegelburg war eine kleine mittelalterliche Höhenburg bei Hann. Münden in Südniedersachsen. Ihre Reste befinden sich im Kaufunger Wald südlich des Ortsteils Laubach auf einer bewaldeten Anhöhe, die steil zur Werra abfällt.
Die Burg umfasst ein rechteckiges Areal von ca. 40 × 50 m Größe, das außer im Nordwesten durch zwei Wall-Graben-Befestigungen geschützt ist. Die äußere weist einen breiten Außenwall im Südosten und einen schwächeren Wall innerhalb des Grabens auf. In der Nordwestecke des Innenraums befindet sich ein ca. 10 × 10 m großes Podest mit Steinsetzungen am südlichen und östlichen Rand als einziger erkennbarer Rest der Innenbebauung. Im Inneren lagen bei vergleichbaren Befestigungsanlagen in der Regel die Wohngebäude der adligen Bewohner. Außerdem verfügte die Spiegelburg über eine Vorburg., denn ca. 60 m südwestlich der Befestigung sperrt ein flacher, 4 m breiter Erdwall den Sporn ab, dem auf seiner Außenseite im Westen möglicherweise auch ein Graben vorgelagert war. Derartige Anlagen nahmen regelmäßig die Gesinde-, Stall- und Nebengebäude auf.
Aufgrund von Bodenfunden wird der Entstehungs- und Nutzungszeitraum der Befestigungsanlage im 12. bis 14. Jahrhundert vermutet. Obwohl bisher keine schriftlichen Quellen der Überlieferung zur Burganlage bekannt wurden, hat sich der Name Spiegelburg überliefert.
Zugänglich ist die frühere Burgstelle über Waldwege. Ein ausgeschilderter Weg beginnt an einem Parkplatz neben einer Hotelanlage und dem Campingplatz an der Werra.

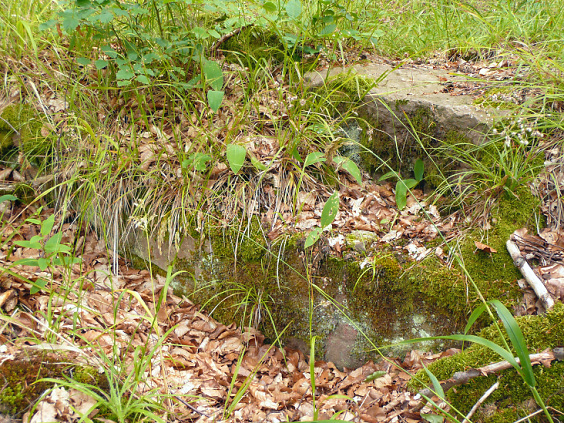
Fundamentreste im Boden
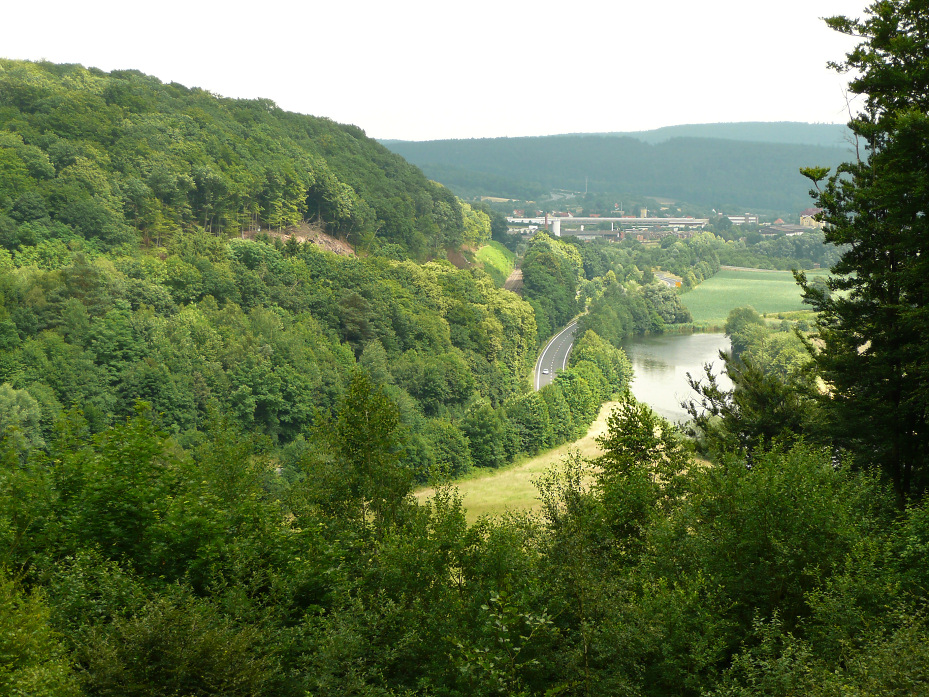
Blick von der Spiegelburg in das Tal der Werra mit B 80 nach Hedemünden, links am Waldhang lag das Römerlager Hedemünden